# Giro di Romagna 2005
Il Giro di Romagna 2005, ottantesima edizione della corsa e valido come evento dell'UCI Europe Tour 2005, si svolse il 4 settembre 2005 su un percorso di 191,2 km. La vittoria fu appannaggio dell'italiano Danilo Napolitano, che completò il percorso in 4h15'50", precedendo il connazionale Daniele Bennati e l'australiano Graeme Brown.
Sul traguardo di Lugo 121 ciclisti, su 127 partiti dalla medesima località, portarono a termine la competizione.

## Ordine d'arrivo (Top 10)
| Pos. | Corridore          | Squadra            | Tempo    |
| ---- | ------------------ | ------------------ | -------- |
| 1    | Danilo Napolitano  | LPR-Piacenza       | 4h15'50" |
| 2    | Daniele Bennati    | Lampre             | s.t.     |
| 3    | Graeme Brown       | Ceramiche Panaria  | s.t.     |
| 4    | Paride Grillo      | Ceramiche Panaria  | s.t.     |
| 5    | Antonio Salomone   | Barloworld         | s.t.     |
| 6    | Christian Bonganti | Domina Vacanze     | s.t.     |
| 7    | Marco Marcato      | Team 3C Casalinghi | s.t.     |
| 8    | Gabriele Missaglia | Univ. Caffè        | s.t.     |
| 9    | David McPartland   | Tenax              | s.t.     |
| 10   | Michael Albasini   | Liquigas           | s.t.     |